# Club Ferro Carril Oeste
Maillots
Le Club Ferro Carril Oeste, appelé plus couramment Ferro Carril Oeste ou encore Ferro, est un club argentin de football fondé le 28 juillet 1904 et basé à Caballito, quartier de Buenos Aires. Le club est en réalité la section football du club omnisports Ferro Carril Oeste.
Le club est fondé en 1904 par 95 travailleurs de la Buenos Aires Western Railway ou Ferro Carril Oeste (compagnie de chemins de fer de Buenos Aires). Après sa fondation, les travailleurs de cette compagnie obtiennent de cette dernière le droit de créer un stade de football et d'autres installations sportives. À la fin des années 1970, le Ferro avait environ 45000 membres.
Son siège et son stade (le Stade Arquitecto Ricardo Etcheverri) furent déclarés d'intérêt culturel par la mairie de Buenos Aires.
Le club évolue actuellement en Nacional-B (2e division argentine).

## Palmarès
| Compétitions nationales |
| - Championnat d'Argentine (2) : - Champion : 1982 (Nacional) et 1984 (Nacional). - Championnat d'Argentine de deuxième division (5) : - Champion : 1912, 1958, 1963, 1970 et 1978. - Championnat d'Argentine de troisième division (1) : - Champion : 2003. |

## Personnalités du club

### Anciens joueurs
| - Nicolás Asencio - Roberto Ayala - Delfín Benítez Cáceres - Germán Burgos - Diego Daniel Bustos - Juan Pablo Caffa - Fabián Cancelarich - Roberto Cherro - Norberto Conde - Héctor Cúper - José Della Torre - Juan Eduardo Esnáider - Federico Fazio - Oscar Garré | - Luis Gómez - Esteban González - John Harley - Martín Herrera - Miguel Ángel Juárez - Theophilus Khumalo - Diego Latorre - Arcadio López - Néstor Lorenzo - Alejandro Mancuso - Ángel Marcos - Alberto Márcico - Williams Martínez - Silvio Marzolini | - José Manuel Moreno - Hugo Pérez - Gustavo Reggi - Christophe Robert - Antonio Roma - Jaime Sarlanga - Héctor Scotta - Ibrahim Sekagya - Beto - Pedro Suárez - Sergio Vázquez |

### Entraîneurs
| - Luis Badino (1931) - Serafín Dengra (1932-1933) - Rodolfo Kralj (1933) - Serafín Dengra (1934-1936) - Mario Fortunato (1937) - Carlos Calocero (1937-1939) - Mario Fortunato (1940-1941) - José Della Torre (1942-1943) - Carlos Calocero (1943) - Antonio Clavería Gómez (1943) - Guillermo Stábile (1943-1945) - José Pérez (es) (1945-1946) - Nicolás Infante (1946) - Rodolfo Kralj (1946) - Nicolás Infante (1946) - Perfecto Suárez (1947) - Carlos Calocero (1947-1948) - Mario Fortunato (1948) - Juan José Tramutola (1948) - José Della Torre (1949-1952) - José D'Amico (1952-1953) - Mario Fortunato (1953) - Carlos Calocero (1956-1957) - Saúl Ongaro (1957) - Francisco Fandiño (1958) - Angel Perucca (1959) - José Scalise (1959-1961) - José Della Torre (1961) - Dean Georgadis (1962) - Antonio Faldutti (1962-1964) | - Ricardo Aráuz (1964) - Pedro Dellacha (1965) - Carlos Aldabe (1966) - Commission technique (1966) - José Marino (1966) - Antonio Garabal (1967-1968) - Adolfo Mogilevsky (1968) - Vladislao Cap (1968−1969) - Mário Imbelloni (1969) - Héctor Rubén Berón (1970) - Ricardo Aráuz (1970) - Mário Imbelloni (1970-1972) - Carlos Cavagnaro (1972) - Juan Carlos Giménez (1972-1973) - Rubén Bertulessi-A.Mareque (1973) - Commission technique (1973) - Victorio Spinetto (1973-1976) - Antonio Garabal (1976-1977) - Felipe Ribaudo (1977) - Oscar López-Oscar Caballero (1977) - Commission technique (1977) - Néstor Rossi (1977) - Felipe Ribaudo (1977) - Ricardo Trigilli (1978) - Carmelo Faraone (1978-1979) - Carlos Griguol (1980-1986) - Carlos Aimar (1986) - Carlos Griguol (1986-1987) - Miguel Angel López (1987-1988) - Juan Rocchia (1988) | - Carlos Griguol (1988-1994) - Miguel Angel Micó (1994) - Carlos Vidal (1994) - Rodolfo Motta (1994-1995) - Oscar Garré-Gerónimo Saccardi (1995-1997) - Gerónimo Saccardi (1997-1999) - Rubén Insúa (1999) - Ernesto Perissé (1999) - Jorge Brandoni-Juan Rocchia (1999-2000) - Juan Rocchia (2000) - Antonio Garabal (2000) - Claudio Argüeso (2000) - Hugo Pérez (2000) - Claudio Argüeso (2000) - Jorge Castelli (2000-2001) - Rodolfo Della Pica (2001-2002) - Daniel Raimundo (2002-2003) - Oscar López (en) (2003-2004) - Horacio Milozzi-José Castro (2004) - José Castro-E.Montecello (2004) - José Castro (2004) - Héctor Rivoira (2005) - Rodolfo Pereira (2005-2006) - Oscar Garré (2006-2007) - José Luis Brown (2007) - Carlos Trullet (2008-2009) - Jorge Ghiso (2009) - Dalcio Giovanolli (2010) - José María Bianco (2010-2011) |